# Ylva
Ylva ist ein weiblicher Vorname.

## Herkunft und Bedeutung
Beim Namen Ylva handelt es sich um einen altschwedischen Beinamen, der die weibliche Form von Ulf darstellt: „Wolf“ bzw. „Wölfin“.

## Verbreitung

### International
Als erste Trägerin des Namens ist Ingrid Ylva in der Zeit um 1200 bekannt.
Die früheste Dokumentation des Namens in der Neuzeit stammt aus Schweden und ist ins Jahr 1881 datiert. In Norwegen und Finnland tauchte der Name erst im 20. Jahrhundert wieder auf.
Der Name Ylva ist in Schweden weit verbreitet. Besonders populär war er in den 1950er und 1960er Jahren. Überwiegend wird er in Gotland und Östsverige vergeben.
In Norwegen wird der Name seit Mitte der 1990er Jahre häufig vergeben. Seine bislang höchste Platzierung erreichte er mit Rang 43 im Jahr 2017.
Ylva ist in Island offiziell als Vorname anerkannt, wird jedoch nur sehr selten vergeben. Es überwiegt die Schreibweise Ylfa.

### Deutschland
In Deutschland ist der Name Ylva sehr selten, jedoch ist in den letzten Jahren ein Aufwärtstrend zu beobachten. Im Jahr 2021 belegte Ylva Rang 380 der Vornamensstatistik.

## Varianten

### Weibliche Varianten
- Deutsch: Ilva
  - Diminutiv: Ylvi, Ylvie, Ilvy, Ilvi, Ilvie
- Isländisch: Ylfa, Ýlfa, Ylfur
- Jiddisch: Velvela
- Schwedisch: Ylfa, Ylwa, Ylwah
  - Altschwedisch: Ölfva, Ylfva, Ulfva
  - Diminutiv: Ylvi, Ylvan

### Männliche Varianten
- Dänisch: Uffe, Ulf
- Deutsch: Wolf, Ulf, Wulf
- Isländisch: Úlfur
- Jiddisch: Velvel
- Norwegisch: Ulf
- Schwedisch: Ylve, Ylwe, Ulf
  - Altnordisch: Úlfr

## Namenstage
Der Namenstag wird in Schweden und Norwegen am 11. April, in Finnland am 13. September gefeiert.

## Bekannte Namensträgerinnen
- Ingrid Ylva
- Ylva Johansson (* 1964), schwedische Politikerin
- Ylva Lindberg (* 1976), schwedische Eishockeyspielerin
- Ylva Nowén (* 1970), schwedische Skirennläuferin
- Ylva Stålnacke (* 1992), schwedische Skirennläuferin
- Ylva Eriksson, schwedische Sängerin

### Fiktive Namensträgerinnen
- Ylva, die Mutter von Wickie aus der Kindergeschichte Wickie und die starken Männer
- Ylvi, die Freundin von Wickie